# Gens Curtia
La gens Curtia (o Curzia) fu una gens romana di antica origine di Cures Sabini, che avrebbe fatto parte secondo lo storico latino Tito Livio delle cento gentes originarie, risalenti all'epoca della fondazione di Roma.

## Origine e storia
L'origine del nome deriva probabilmente dall'aggettivo curtus (cioè "basso" o "tronco", mancante di una parte del corpo), che venne usato dapprima come soprannome del remoto capostipite e quindi come suo praenomen, per diventare infine il nomen distintivo della gens. Anche altre antiche gentes derivarono il nome da caratteristiche fisiche, come la gens Claudia, il cui nome deriva da "claudus", "zoppo", oppure la gens Flavia da "flavus", "biondo".
Tra i cognomina più diffusi nelle diverse ramificazioni della gens Curtia ci furono Philon (Filone), a cui appartenne il console Gaio Curzio Filone, e Rufus (Rufo), famiglia del noto storico Quinto Curzio Rufo.
Alla gens Curtia è legato il nome del Lacus Curtius, antichissimo sito del Foro Romano, toponimo di cui viene data una spiegazione leggendaria in ben tre versioni. 

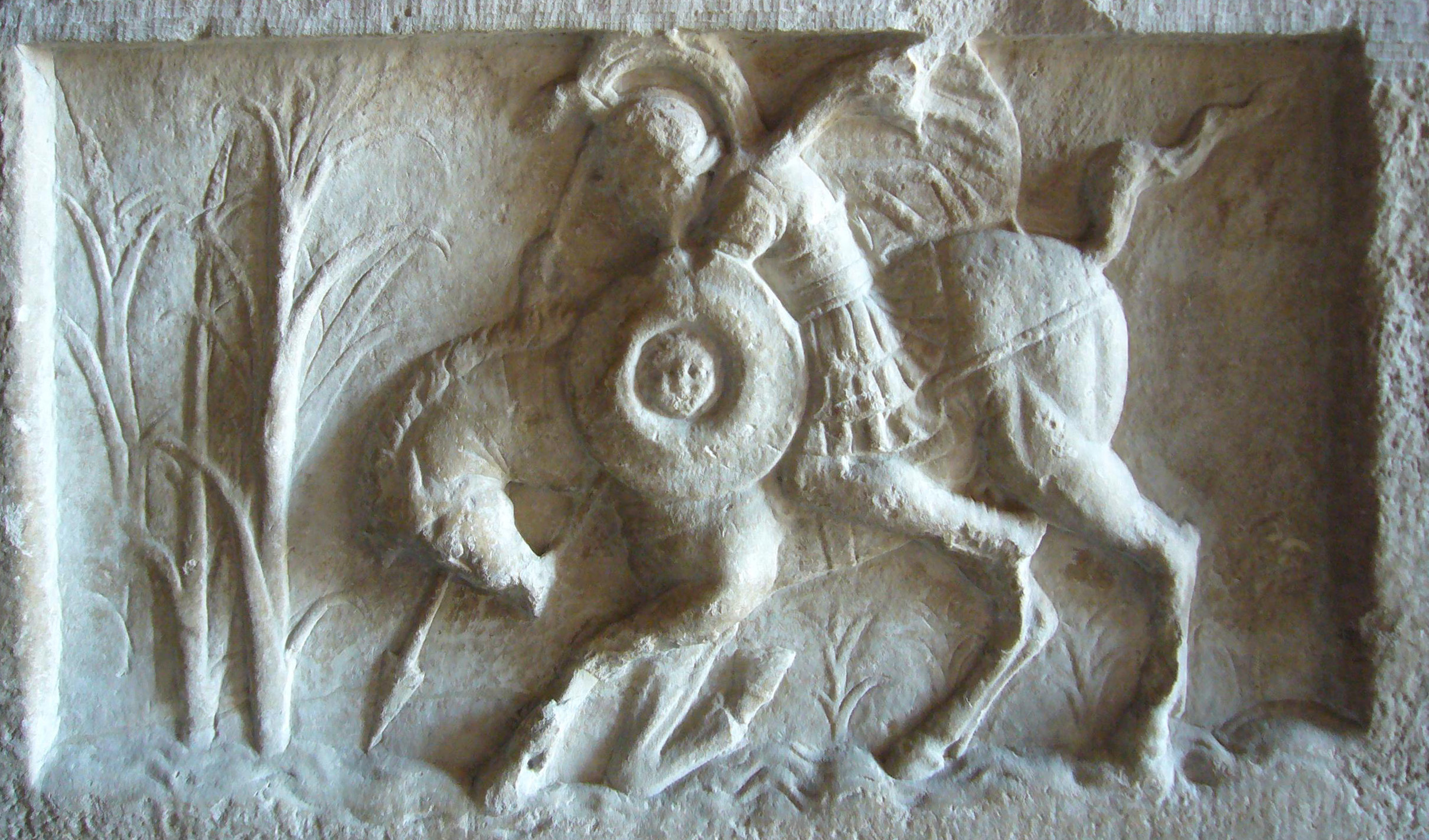
Marco Curzio al Tabularium

- La versione più antica, riportata da Tito Livio, narra di un episodio leggendario avvenuto durante la guerra tra Romolo e Tito Tazio causata dal ratto delle sabine, nella quale Mettio Curzio comandante proveniente da Cures Sabini, uccise in duello il romano Osto Ostilio (antenato del re Tullo Ostilio). Romolo, desideroso di vendicarsi, inseguì Mettio Curtio che finì con il suo cavallo in una palude, che a quel tempo occupava la zona che sarebbe in seguito divenuta il centro del Foro Romano. Romolo, credendolo annegato, si ritirò, e così Mettio Curzio fu tratto in salvo dai suoi compagni sabini, dando così il proprio nome alla palude. Secondo questa tradizione la gens Curtia avrebbe dunque avuto origini sabine, come è noto anche per altre antiche famiglie romane, quali la gens Pompilia (a cui sarebbe appartenuto il secondo re di Roma, Numa Pompilio), la già citata gens Claudia, la gens Marcia.
- Una seconda versione è riportata dallo storico Marco Terenzio Varrone, secondo il quale, avendo un fulmine colpito una zona del Foro Romano nel 445 a.C., questa venne racchiusa da un recinto e considerata luogo sacro, secondo le usanze religiose dei Romani. Il luogo avrebbe quindi preso il nome da uno dei consoli in carica in quell'anno, Gaio Curzio Filone, che su disposizione del Senato provvide alla recinzione e sistemazione del luogo.
- Una terza versione viene narrata ancora da Tito Livio: nel 362 a.C. si era aperta nel Foro (forse a causa di un terremoto) un'enorme voragine, che risultava impossibile da colmare. Vennero quindi consultati gli auguri, che predissero che la voragine si sarebbe richiusa solamente gettandovi dentro come sacrificio agli dèi Mani la cosa più preziosa di tutte, causando numerose discussioni su quale questo oggetto dovesse essere. Dopo vari tentativi di offerte votive quali fiori, frutta ed animali risultati inutili, il giovane cavaliere Marco Curzio intuì che la cosa più preziosa di Roma era il valore dei propri soldati; e volgendosi verso i templi del soprastante Campidoglio si consacrò agli dèi Mani, ed armatosi di tutto punto si gettò con il suo cavallo nella voragine, che finalmente si richiuse. In memoria del suo eroico gesto il luogo prese quindi il suo nome.

Nel 1553 fu rinvenuto nei pressi del luogo (vicino alla "Colonna di Foca") un bassorilievo raffigurante il gesto di Marco Curzio, attualmente conservato nei Musei Capitolini e sostituito sul posto da un calco.
Altri personaggi della gens Curtia di cui si ha memoria sono:
- Quinto Curzio, triumviro monetale nel 116-115 a.C. assieme a Marco Giunio Silano e a Cneio Domizio Enobarbo. Durante la sua carica fece coniare denari d'argento con il proprio nome abbreviato "Q CURT", impresso sulla faccia che raffigura la testa di Minerva.

- Quinto Curzio, appaltatore delle imposte nella città di Abido in Egitto.

- Quinto Curzio Rufo, console suffetto nel 43, governatore di Germania superiore e d'Africa, forse identico al successivo.
- Quinto Curzio Rufo, autore delle "Storie di Alessandro Magno", fu il primo storico romano che trattò di vicende straniere.
- Gaio Curzio, cavaliere romano e parente del senatore Gaio Rabirio, appaltatore delle imposte nel I secolo a.C.